# ホテルカンラ京都

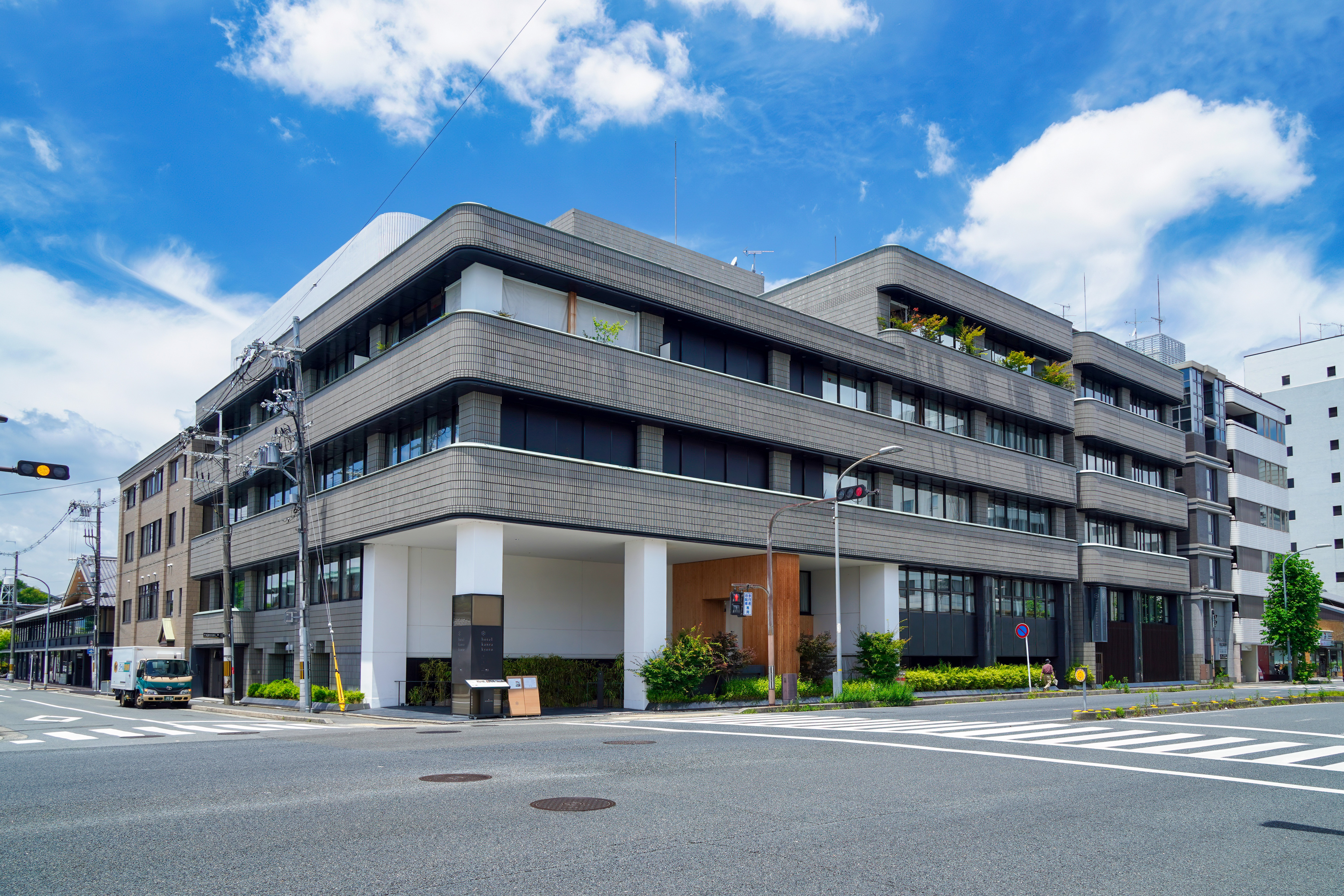

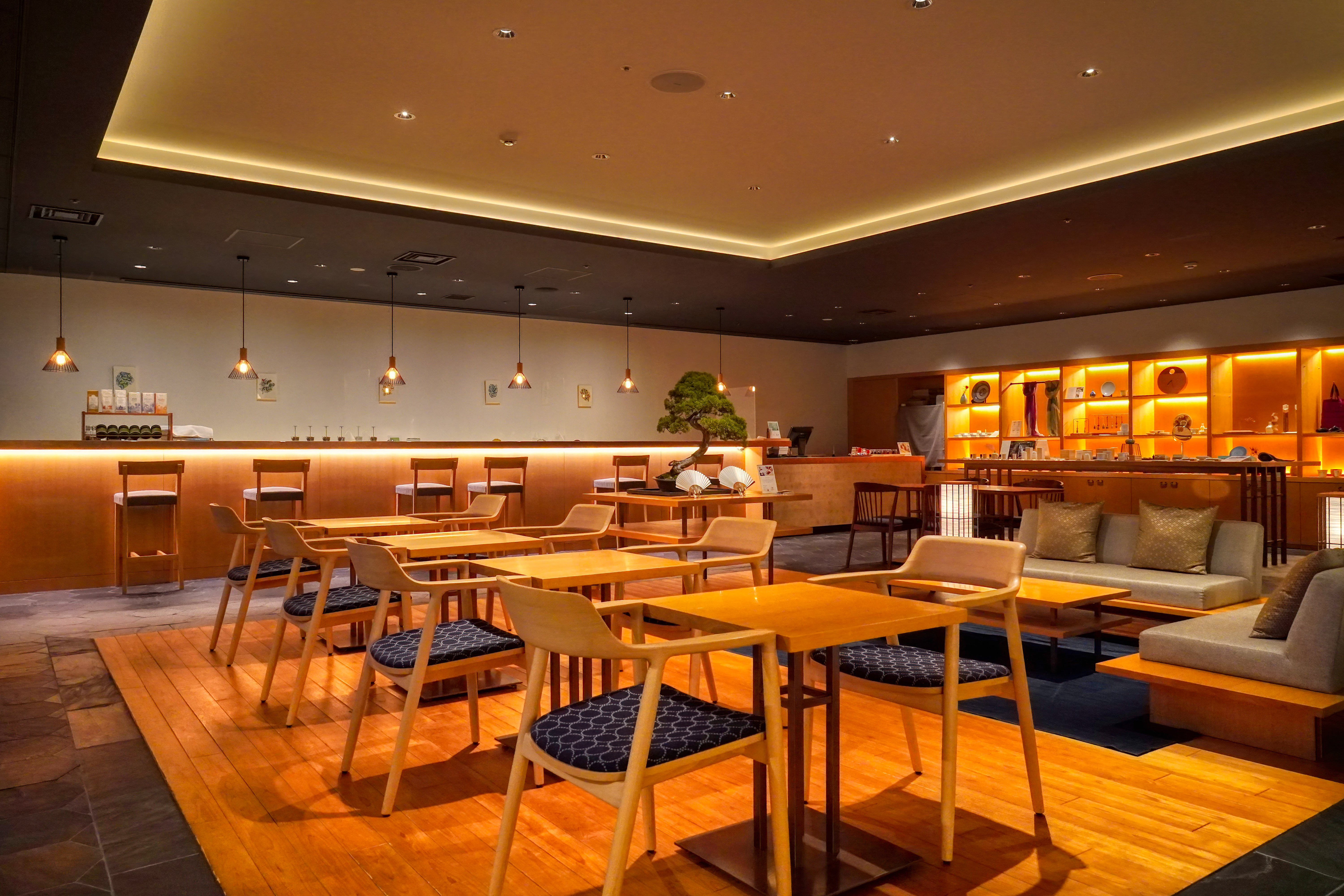

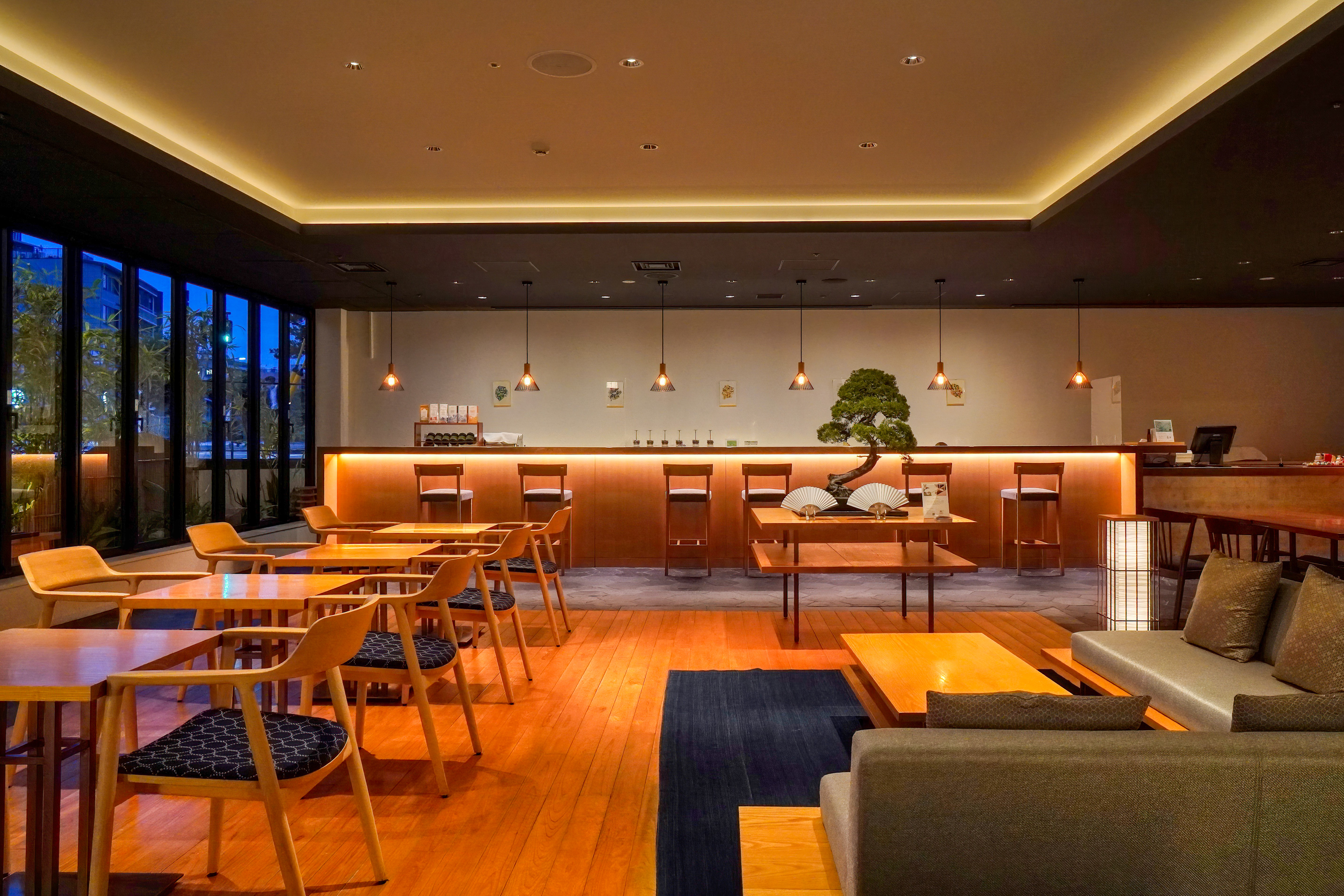

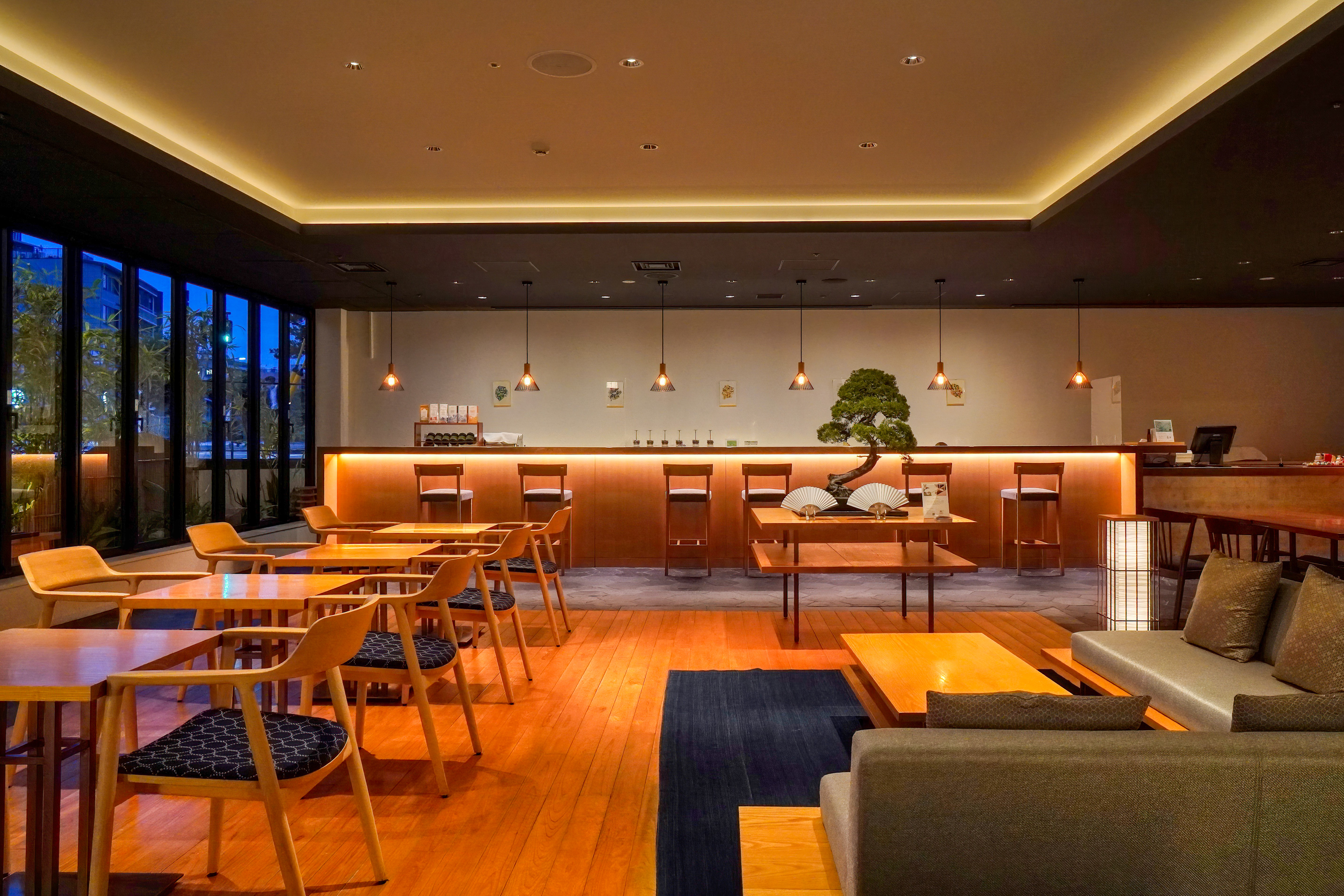

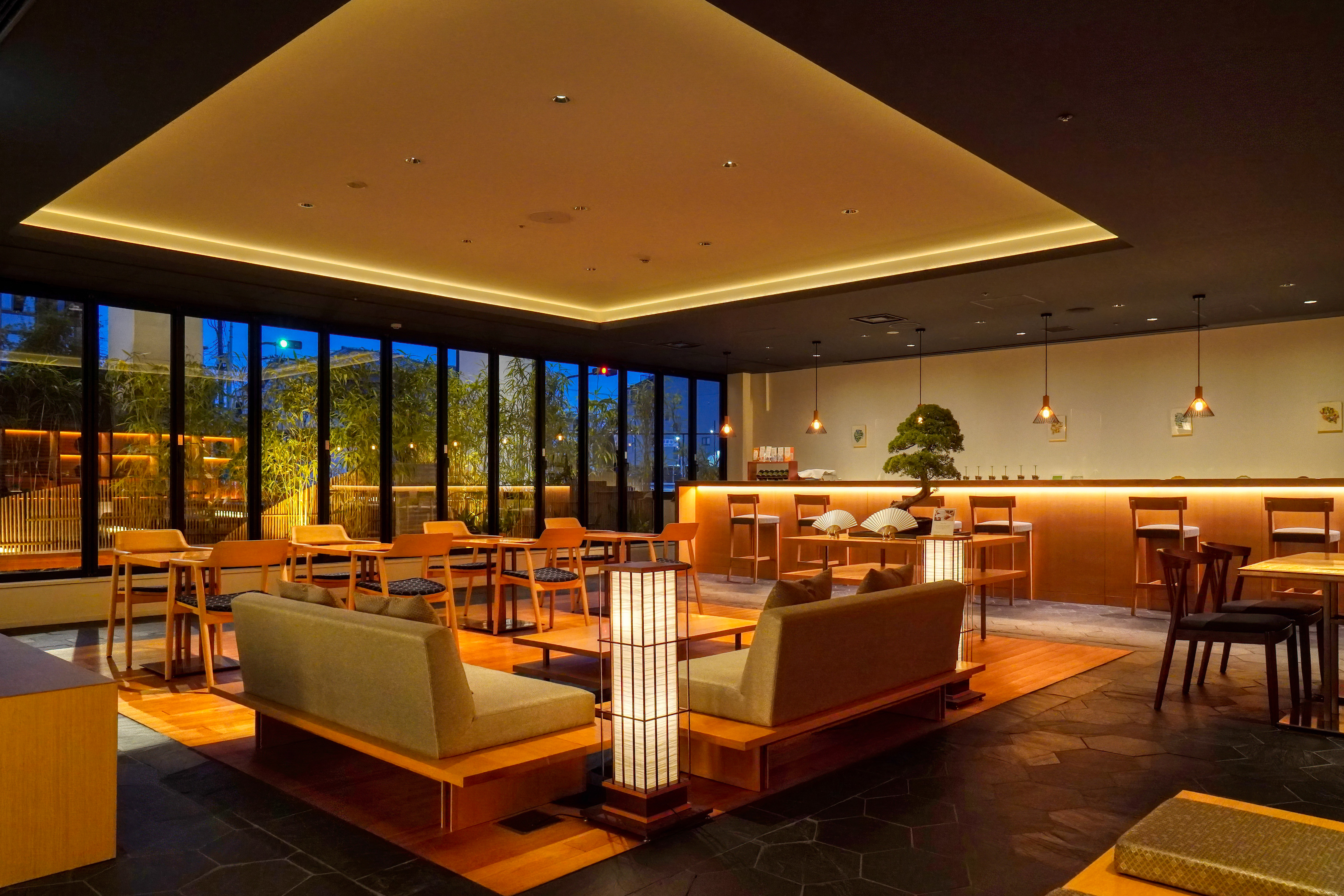

ホテルカンラ京都（ホテルカンラきょうと）は、京都府京都市に所在するホテル。

## 概要
2010年に開業。2016年まで小田急電鉄グループのUDSが運営。代々木ゼミナール京都校別館の校舎をコンバーション工事をしてホテルにしていた。京都の伝統的な住宅形式を取り入れた空間になっていた。京都駅から徒歩10分という立地で、宿泊客の約4割は訪日外国人であった。改修設計は都市デザインシステム。平米単価は14万円であった。
2016年1月6日に廃校になった代々木ゼミナール京都校の校舎であった建物を小田急電鉄が取得することが明らかとなった。小田急電鉄はこの校舎を約50億円を投入してホテルに転換する。代々木ゼミナールを運営する学校法人高宮学園は、不採算部門のリストラを進めて、新たな入試への対応にテコ入れすることにしていた。
元々代々木ゼミナール京都校には南北の2棟があり、2016年まではUDSが北棟を借りてホテルカンラ京都にして運営していた。それが2016年に小田急電鉄が南北2棟の土地建物を学校法人高宮学園から取得して、南棟もホテルに改修されて運営されることになった。2016年4月より改修工事が着手され、11月にホテルとして開業。
これは国土交通省の中心市街地の空きビル活用及びリニューアル事例調査で事例として紹介される。これによるとホテルとなった建物は1989年に代々木ゼミナールの校舎の一部として開設して、2009年にホテルとして使用することが決定されていた。事務所として転用することも検討されていたが、リーマンショック後の不況と立地条件からホテルにすることが決定された。
代々木ゼミナールは駅前の一等地を手に入れて新たな校舎を開校するということをしていた。これは代々木ゼミナールの創業者である高宮行男は、将来は予備校の校舎はホテルに転用したり商業ビルにすれば良いと考えていたからであった。代々木ゼミナールの登記簿には、校舎は学校教育のほかに伴わせて次の業務を行うとして、駐車場業や不動産賃貸業を行うということが記されている。自前の土地を買っていたのは、学校法人としての認可を得るためには自前の土地が必要だからであった。